# Scandiumtriflat
Scandiumtriflat ist das Scandiumsalz der Trifluormethansulfonsäure und wird als Katalysator in der organischen Synthese verwendet.

## Herstellung
Scandiumtriflat kann durch die Umsetzung von Scandiumoxid mit Trifluormethansulfonsäure in wässriger Lösung gewonnen werden.

## Verwendung
Scandiumtriflat ist eine Lewissäure. Im Gegensatz zu anderen Verbindungen dieser Gruppe (z. B. Aluminiumchlorid oder Bortrifluorid) ist es jedoch stabil gegenüber Wasser, kann auch in wässriger Lösung verwendet werden und kann oft wiederverwendet werden. Im Gegensatz zu Yttriumtriflat und Lanthantriflat, die ebenfalls wasserstabil sind, hat es bei vielen Reaktionen eine deutlich höhere katalytische Aktivität.
Scandiumtriflat katalysiert diverse Acylierungsreaktionen, darunter Aldolreaktionen und Michael-Additionen von Silylenolethern, Friedel-Crafts-Acylierungen von elektronenreichen Aromaten, die Bildung von Makroliden aus ω-Hydroxycarbonsäuren (wie 10-Hydroxydecansäure oder 14-Hydroxytetradecansäure) und die direkte Veresterung von Carbonsäuren mit Alkoholen. Es eignet sich auch zur Katalyse der Umsetzung von Carbonylen zu Homoallylalkoholen durch Tetraallylzinn, inklusive der Allylierung von Zuckern ohne Verwendung von Schutzgruppen. Scandiumtriflat ermöglicht selektive Diels-Alder-Reaktionen bei niedrigen Temperaturen und zum Teil auch in wässriger Lösung; außerdem katalysiert es auch andere Cycloadditionen.
Weitere Reaktionen die durch Scandiumtriflat katalysiert werden, sind Mannich-Reaktionen, die Bildung von Thioacetalen aus Carbonylen und die Hydroborierung von Alkenen und Alkinen.
Scandiumtriflat ist ein Edukt für die Herstellung chiraler Scandium-Katalysatoren, z. B. durch Umsetzung mit BINOL.